# Krzysztof Franciszek Sulistrowski
Krzysztof Franciszek Sulistrowski herbu Lubicz – chorąży oszmiański w latach 1713–1737, podstoli oszmiański w latach 1708–1713.
Był posłem na sejm 1729 roku z powiatu oszmiańskiego.